# David Quarrey

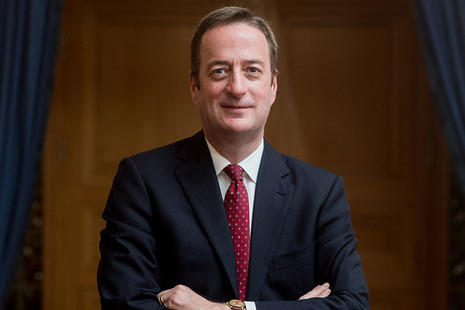
David Quarrey

David Quarrey (* 1966) ist ein britischer Diplomat.

## Leben
Als Mitarbeiter des Diplomatischen Dienstes des Vereinigten Königreiches war Quarrey seit 1994 in Harare, Delhi und bei den Vereinten Nationen in New York City tätig.
Als Nachfolger von Matthew Gould ist Quarrey Botschafter des Vereinigten Königreichs in Israel. Quarrey ist mit Aldo Oliver Henriquez verheiratet.
Quarrey ist seit dem 17. September 2020 interimistisch National Security Adviser für die Regierung Johnson. Stephen Lovegrove soll 2021 National Security Adviser werden.
    